# Ophrysia superciliosa
La perdicilla Himalaya o codorniz de los Himalayas (Ophrysia superciliosa) es una especie posiblemte extinta de ave  galliforme de la familia Phasianidae. Se conoce sólo de dos localidades (y 12 especímenes) en el Himalaya occidental en Uttarakhand, al noroeste de la India. El último registro verificable fue en 1876, cerca de la estación de montaña Mussoorie.
La especie fue descrita en 1846 por John Edward Gray a partir de especímenes vivos en la colección del conde de Derby en Knowsley Hall.  No fue sino hasta 1865 que Kenneth Mackinnon la descubrió por primera vez en estado salvaje, tiroteando una pareja en una hondonada entre Budraj y Benog, cerca de Mussoorie, a unos 1.800 m de altitud. Dos años más tarde cinco especímenes fueron obtenidos cerca de Jerepani. En diciembre de 1876, Major G. Carwithen obtuvo una muestra de la vertiente oriental de Sher-ka-danda, cerca de Nainital, a una altura de 2100 m.